# Josef Myrow
Josef Myrow (* 28. Februar 1910 in Russisches Kaiserreich; † 24. Dezember 1987 in Los Angeles) war ein russlandstämmiger US-amerikanischer Filmkomponist. Für die Musik zu den Filmen Es begann in Schneiders Opernhaus (1947) und Varieté-Prinzessin (1951) erhielt er zusammen mit dem Texter Mack Gordon eine Oscar-Nominierung für den „Besten Song“.

## Leben
Myrow wurde in Russland geboren und kam anschließend in die Vereinigten Staaten. Dort studierte er Klavier an der University of Pennsylvania, dem Philadelphia Conservatory of Music und dem Curtis Institute of Music. Nach seinem Abschluss spielte er als Solist Gastrollen bei den Sinfonieorchestern von Cleveland und Philadelphia, bis er eine Stelle beim örtlichen Radio von Philadelphia erhielt. Anschließend begann er Songs für verschiedene Nachtclubs zu schreiben. Autumn Nocturne, eine seiner bekanntesten Nummern aus den 1940ern wurde durch Claude Thornhill populär. Über sein Engagement für den Film If I’m Lucky (1946), ein Remake von Musik um Mitternacht, begann seine Karriere im Filmgeschäft. Er lernte den Texter Mack Gordon kennen, mit dem er eine zehnjährige Partnerschaft begann. Die beiden schrieben Songs für zahlreiche Filme.
Nach dem Ende ihrer Partnerschaft machte Myrow alleine und mit wechselnden Textern weiter. Zu seinen Partnern gehörten unter anderem Kim Gannon, Jean Stone und Bickley Reichner. Sein größter Hit wurde Five O’Clock Whistle, den unter anderem Glenn Miller, Erskine Hawkins und Ella Fitzgerald aufnahmen.
Myrow verstarb 1987 an den Folgen seiner Parkinson-Erkrankung. Sein Sohn Fred Myrow war ebenfalls ein Filmkomponist.

## Filmografie (Auswahl)
- 1946: If I’m Lucky
- 1946: Three Little Girls in Blue
- 1947: Es begann in Schneiders Opernhaus (Mother Wore Tights)
- 1949: Mein Traum bist du (My Dream Is Yours)
- 1950: Varieté-Prinzessin (Wabash Avenu)
- 1953: Fotograf aus Liebe (I Love Melvin)
- 1953: Die lockende Venus (The French Line)
- 1956: Na, na, Fräulein Mutti! (Bundle of Joy)

## Diskografie (Auswahl)
- 1940: Five O’Clock Whistle (Erskine Hawkins)
- 1943: I Can’t Stand Losing You (The Ink Spot)
- 1946: Somewhere In The Night  (Frank Sinatra)
- 1946: On the Boardwalk/You Make Me Feel So Young (Dick Haymes)
- 1946: Somewhere In The Night  (George Olsen)
- 1947: Autumn Nocturne (Claude Thornhill)
- 1947: Kokomo, Indiana (Dinah Shore)
- 1948: Soltanto La Luna (Quintetto Gambarelli)
- 1949: It Happens Every Spring (Frank Sinatra)
- 1954: You Make Me Feel So Young (Frank Sinatra)
- 1955: Autumn Nocturne (Liberace)
- 1956: I Love to Watch the Moonlight (Mel Tormé)
- 1957: Blue Drag (Django Reinhardt)
- 1962: No Moon at All
- 1963: If and When (Patti Page)
- 1965: A Lady Loves (Debbie Reynolds)